# Persea ruizii
Persea ruizii es una especie de planta con flor en la familia Lauraceae. 
Es endémica de Bolivia y de Perú; el espécimen tipo proviene del departamento de Huánuco.

## Fuente
- World Conservation Monitoring Centre 1998. Persea ruizii. 2006 IUCN Lista Roja de Especies Amenazadas; bajado 23 de agosto 2007

- Datos: Q1944697